# Povjestača
Povjestača (cyr. Повјестача) – wieś w Bośni i Hercegowinie, w Republice Serbskiej, w gminie Višegrad. W 2013 roku liczyła 7 mieszkańców.